# Robert Kreiss
Robert Kreiss, né le 30 avril 1953, est un ancien joueur américain de tennis. Il a remporté le tournoi junior de Wimbledon 1971.

## Carrière
Il a remporté le tournoi junior de Wimbledon en 1971.
Il a atteint plusieurs quarts de finale en simple et demi-finales sur le circuit en double.